# 瑞尼灰蝶屬
瑞尼灰蝶屬（學名：Rhinelephas）是灰蝶科眼灰蝶亞科中的一個屬。物種分佈於蘇門答臘島及爪哇島。

## 物種
- 瑞尼灰蝶 （Rhinelephas arrhina）
- 青藍瑞尼灰蝶 （Rhinelephas cyanicornis）